# فاتمیر سیدیو
 فاتمیر سیدیو  (انگلیسی: Fatmir Sejdiu؛ زاده ۲۳ اکتبر ۱۹۵۱) یک سیاست‌مدار اهل کوزوو است.